# Список видов семейства Linyphiidae
Список всех описанных видов пауков семейства Linyphiidae на 17 декабря 2013 года.